# Sagamore
Als Sagamore wurden die Anführer der Abenaki-Indianer bezeichnet, die zu den Ureinwohnern des nördlichen Neuengland in den USA gehören.  Die Position war streng genommen nicht erblich, aber es gab eine patrilineare Tendenz für die Weitergabe. Der Begriff Sagamore stammt vermutlich von dem Wort Sakema aus der Sprache der Östlichen Abenaki und wurde bei ihnen für die örtlichen Anführer eingesetzt. Ein Sagamore war gewöhnlich das Oberhaupt einer vielköpfigen Familie. Er vergrößerte seine Familie und gewann Verwandte durch so viele Heiraten hinzu, wie er Frauen angemessen versorgen konnte. Er baute väterliche Beziehungen zu Verwandten und Nichtverwandten auf, um seinen Einfluss zu erweitern. Manchmal war er auch ein Schamane, eine Rolle, die seine Ausstrahlung und seinen Einfluss allgemein vergrößerte. Bashabes, ein Anführer der Kennebec, war ein außergewöhnliches Beispiel eines derartigen Mannes. Seine Autorität hatte sich über alle Östlichen Abenaki ausgedehnt.